# 13492 Віталійзахаров
13492 Віталійзахаров (13492 Vitalijzakharov) — астероїд головного поясу, відкритий 27 грудня 1984 року.
Тіссеранів параметр щодо Юпітера — 3,532.